# Metazygia valentim
Metazygia valentim är en spindelart som beskrevs av Levi 1995. Metazygia valentim ingår i släktet Metazygia och familjen hjulspindlar. Inga underarter finns listade i Catalogue of Life.